# 三维国际象棋
三维国际象棋或者空间国际象棋指任何一种在空间中（也就是不局限于一个平面棋盘）的棋类游戏。
从20世纪早期就有这种象棋形式，最早的版本之一是“德国式空间国际象棋”（Raumschach，德语“空间国际象棋”）。
德国式空间国际象棋在1907年由Ferdinand Maack发明，供两人在5x5x5的棋盘上对战。他在1919年创立了一个三维国际象棋俱乐部，但这个俱乐部到二战时便终止了。但后来又在《星际迷航》等影视作品中频频出现。
由于该种象棋模式有一定难度，所以在英语中“Three-dimensional chess”这个词也被用于形容有难度的事。

## 德国式空间象棋

### 摆法
德国式空间象棋采用的是Raumschach开局摆法。按照Raumschach的记谱法，通常把Raumschach的三维棋盘按自下而上的顺序分别标为A、B、C、D和E层，每层从左至右分别为A列、B列、C列、D列和E列，从下到上从1至5。

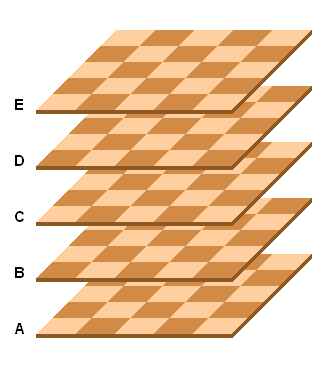
德国式空间象棋

黑方棋子在E、D层，白方棋子在A、B层：

#### E层
| A  | B  | C  | D  | E  |
| -- | -- | -- | -- | -- |
| 车 | 马 | 王 | 马 | 车 |
| 兵 | 兵 | 兵 | 兵 | 兵 |
| 无 | 无 | 无 | 无 | 无 |
| 无 | 无 | 无 | 无 | 无 |
| 无 | 无 | 无 | 无 | 无 |

#### D层
| A  | B  | C  | D  | E  |
| -- | -- | -- | -- | -- |
| 象 | 獨 |    | 象 | 獨 |
| 兵 | 兵 | 兵 | 兵 | 兵 |
| 无 | 无 | 无 | 无 | 无 |
| 无 | 无 | 无 | 无 | 无 |
| 无 | 无 | 无 | 无 | 无 |

#### C层
| A  | B  | C  | D  | E  |
| -- | -- | -- | -- | -- |
| 无 | 无 | 无 | 无 | 无 |
| 无 | 无 | 无 | 无 | 无 |
| 无 | 无 | 无 | 无 | 无 |
| 无 | 无 | 无 | 无 | 无 |
| 无 | 无 | 无 | 无 | 无 |

#### B层
| A  | B  | C  | D  | E  |
| -- | -- | -- | -- | -- |
| 无 | 无 | 无 | 无 | 无 |
| 无 | 无 | 无 | 无 | 无 |
| 无 | 无 | 无 | 无 | 无 |
| 兵 | 兵 | 兵 | 兵 | 兵 |
| 象 | 獨 |    | 象 | 獨 |

#### A层
| A  | B  | C  | D  | E  |
| -- | -- | -- | -- | -- |
| 无 | 无 | 无 | 无 | 无 |
| 无 | 无 | 无 | 无 | 无 |
| 无 | 无 | 无 | 无 | 无 |
| 兵 | 兵 | 兵 | 兵 | 兵 |
| 车 | 马 | 王 | 马 | 车 |

### 棋子
棋子与普通国际象棋有不同多了一个“獨角獸”（Unicorn），双方开局时都有棋子各20枚，它们是：王1枚、后1枚、车2枚、象2枚、马2枚、獨角獸2枚和兵10枚。
- 车（Rook）：每步可沿格子按纵、横、竖三个方向直线行棋，距离不限。
- 象（Bishop）：每步可沿同一个平面内的斜格子行棋，距离不限。
- 獨（Unicorn）：每步可沿与整个棋盘的四条大对角线平行的斜格子行棋，距离不限。
- （Queen）：把车、象和獨角獸三种棋子走法合在一起。
- 王（King）：类似与后的走法，但每步只能移动一格。
- 马（Knight）：走法是先直行一格、然后斜行一格，两个格子须在同一平面中。
- 兵（Pawn）：Raumschach中的兵的走法比二维平面象棋中的要复杂。

#### 兵的走法
白方的兵每步可以向前或向上直行一格，黑方的兵每步可以向前或向下直行一格；白方的兵可以吃掉前方对角格子里的敌子，或吃掉前上方对角格子里的敌子，黑方的兵同样可以吃掉前方对角格子里的敌从，或吃掉前下方对角格子里的敌子。但是，Raumschach的兵不能象二维平面象棋那样第一步走两格，也不能吃过路兵。Raumschach的兵走到离其初始位置最远的棋盘另一端时，就可以升格为后、车、象、马或獨角獸等棋子。

## 星际迷航中的三维国际象棋
早在《星际迷航：初代》正式播出的第一集中，就出现了三维国际象棋；在之后的剧集中，如《星际迷航：下一代》，又出现了一些变种。
这一类三维国际象棋，被广泛以道具等途径，应用于诸如《生活大爆炸》之类的影视作品中。